# Траши, Лоренц
Лоренц Траши (алб. Lorenc Trashi; 19 мая 1992 года, Грамши,) — албанский футболист, полузащитник клуба «Фламуртари». Выступал за сборную Албании.

## Карьера в сборной
В феврале 2013 года Лоренц Траши впервые был вызван в Молодёжную сборную Албании и вышел на замену в товарищеском матче против Косова.
Лоренца Траши дебютировал за национальную сборную Албании 14 октября 2019 года выйдя в стартовом составе в отборочном матче Евро-2020 против Молдавии и сразу на 40-й минуте отличился забитым мячом.

### Матчи за сборную
| № | Дата            | Оппонент | Счёт | Голы | Пасы | Карточки | Минуты | Соревнование             |
| - | --------------- | -------- | ---- | ---- | ---- | -------- | ------ | ------------------------ |
| 1 | 14 октября 2019 | Молдова  | 4:0  | 40′  | —    | —        | 90'    | Отбор ЧЕ-2020 (группа H) |

Итого: сыграно матчей: 1 / забито голов: 1; победы: 1, ничьи: 0, поражения: 0. eu-football.info.

## Достижения

### Командные
«Партизани»
- Чемпион Албании (1): 2018/19

### Личные
- Гордость города Грамши
- Футбольный талант года в Албании: 2013/14
- Сборная сезона в Албанской суперлиге: 2013/14
- Футболист года в Албании: 2018